# EHC Red Bull München
Eishockeyclub Red Bull München (of EHC Red Bull München) is een professioneel ijshockeyteam gevestigd in München, Duitsland. De club speelt in de Deutsche Eishockey Liga (DEL), het hoogste niveau in het professionele Duitse ijshockey.
Tussen 2016 en 2019 heeft de club 4 DEL-titels op rij gewonnen en het is met hun landstitel in 2023 de regerend kampioen van de DEL. Daarnaast won het team de Duitse beker in 2010 en speelde het eenmaal de finale van de Champions Hockey League. Het team speelt zijn thuiswedstrijden in de Olympia Eishalle.

## Historie

### Oprichting en beginjaren
Na de oprichting van de club Eishockeyclub HC München 1998 op 19 januari 1998 werd begonnen met spelen in de Bezirksliga Bayern, waar ze in het eerste jaar meteen het districtskampioenschap wonnen.
De club klom in hun eerste decennium snel op in het Duitse ijshockey en won kampioenschappen in de verschillende competitieniveaus van Beieren. In 2003 veranderde de club bij de promotie van de regionale competitie naar de Oberliga haar naam in Eishockeyclub München. Na meerdere jaren in het op twee na hoogste niveau in Duitsland te hebben gespeeld, promoveerde de club in 2010 naar de 2.Bundesliga.

### DEL en het Red Bull-tijdperk
In juli 2010 trad EHC München voor het eerst in haar geschiedenis aan in de hoogste ijshockeycompetitie van Duitsland, de Deutsche Eishockey Liga. In hun eerste seizoen maakte de ploeg meteen indruk door op het einde van het seizoen de play-offs te behalen. 
Op 7 mei 2012 gaf EHC München een verklaring waarin werd verduidelijkt dat de club financiële problemen had, nadat de onderhandelingen met de stad München over een mogelijke sponsordeal stukgelopen waren. De aandeelhouders van EHC München zagen daarom geen toekomst meer in München als de thuisbasis voor de club, en drongen erop aan dat de club zou moeten verhuizen of een nieuwe eigenaar moest vinden die de nodige financiële ondersteuning kon bieden.
Op 20 mei 2012 kondigde EHC München de samenwerking aan met de Oostenrijkse drankenfabrikant Red Bull als nieuwe hoofd- en naamsponsor. Red Bull maakte in maart 2013 zelf bekend dat het de ijshockeyclub uit München wilde overnemen van de vorige eigenaar Michael Philipps. Op 1 mei 2013 werden alle aandelen overgedragen aan Red Bull GmbH en werd de naam van de club gewijzigd in EHC Red Bull München GmbH. Christian Winkler bleef sportief directeur, Claus Gröbner moest de club verlaten en het management ging bestaan uit René Dimter, Rudolf Theierl en Christian Winkler. In de competitie eindigde het team uit München op de 7e plaats op de ranglijst, wat hen recht gaf op deelname aan de voorronde van de play-offs. Daarin verloren ze echter van de Iserlohn Roosters en zo misten ze in hun eerste seizoen met hun nieuwe sponsor de deelname aan de play-offs.
Nadat de club door de nieuwe hoofdsponsor financieel stabiel geworden was, konden er nieuwe spelers aangetrokken worden en verbeterde de prestaties van het team in de DEL. In het seizoen 2014-15 bereikte München voor het eerst in haar geschiedenis de finale van de play-offs, nadat ze als tweede geëindigd waren in de reguliere competitie. In deze play-off finale was Grizzly Adams Wolfsburg echter met 4-0 te sterk. Het seizoen 2015-16 was een bevestiging van de sprongen die het team gemaakt had onder het nieuwe bewind, want in dat seizoen won EHC Red Bull München voor het eerst in zijn geschiedenis het kampioenschap in de hoogste Duitse divisie. Nadat ze zich met een eerste plaats in de competitie geplaatst hadden voor de play-offs, werden vervolgens de Straubing Tigers en de Kölner Haie uitgeschakeld op weg naar de finale. Hier kwamen ze opnieuw de Grizzlys Wolfsburg tegen, waar München revanche nam voor de verloren finale in 2015 door de finalewedstrijden met 4-0 te winnen en zich te verzekeren van het eerste landskampioenschap in de geschiedenis van de club.
Na de eerste titel in 2016 was het team uit München in de twee daaropvolgende seizoenen ook onverslaanbaar. Onder hun coach Don Jackson won EHC in 2017 opnieuw van Grizzlys Wolfsburg en in 2018 werd Eisbären Berlin verslagen. Op enkele jaren tijd wist de club daarmee van 0 naar 3 landstitels te gaan. Ook in het seizoen 2019-20 stond het team uit München bovenaan in de reguliere competitie, en wist zelfs een nieuw record te vestigen in de DEL met elf overwinningen op rij. De play-offs van dat seizoen werden door de coronapandemie echter geannuleerd, waardoor EHC Red Bull München haar titel niet kon verdedigen. Door de afgelasting van het voorgaande seizoen, en als onderdeel van de voorbereiding op het DEL-seizoen 2020-21, werd de bekercompetitie Magenta Sport Cup gelanceerd, die de EHC wist te winnen door Bremerhaven in de finale te verslaan.
Na twee seizoenen waarin Eisbären Berlin landskampioen werd (onder andere door EHC Red Bull München in de finalewedstrijden van 2022 te verslaan), lukte het de club uit München om in 2023 opnieuw landskampioen te worden door ERC Ingolstadt met 4-1 te verslaan. 

### Europees succes
Door hun successen in eigen land vanaf 2016 wist EHC Red Bull München zich ook te kwalificeren voor het internationale clubtoernooi Champions Hockey League (CHL). Hieraan namen ze voor de eerste keer deel in 2016, waar ze in de achtste finales strandden tegen het Zweedse Växjö Lakers. In de daaropvolgende jaren nam de club ook steeds deel aan het Europese toernooi, en hun meest succesvolle seizoen was 2018-19 toen ze de finale wisten te halen. In het Zweedse Göteborg verloren ze van het thuisspelende Frölunda HC Göteborg.

## Stadion
Momenteel speelt EHC Red Bull München hun thuiswedstrijden in de Olympia Eishalle, een ijshockeystadion in het noorden van München (dat deel uitmaakt van het Olympiapark). Het stadion werd geopend in 1967 en biedt plaats aan 6,256 toeschouwers.
Wegens de recentelijke successen van de EHC, en de verouderde infrastructuur van de Olympia Eishalle, werd door het stadsbestuur van München in 2014 beslist om een nieuw complex te bouwen op de site van het voormalige Radstadion (dat ook in het Olympiapark gelegen was). In 2019 werd bekend dat het nieuwe stadion SAP Garden genoemd zal worden (naar de sponsor SAP), en in datzelfde jaar werd begonnen met de bouw. Het nieuwe stadion zal in de lente van 2024 worden opgeleverd en plaats bieden aan 12,500 toeschouwers. Naast EHC Red Bull München zal ook de basketbalvereniging Bayern München (spelend in de Basketball Bundesliga) in het nieuwe complex hun wedstrijden spelen.

## Prijzen

### Nationaal
- Deutsche Eishockey Liga
  - Winnaar: 2015–16, 2016–17, 2017–18, 2019–20 (reguliere competitie), 2022–23
  - Runner-up: 2018–19, 2021–22
- Deutscher Eishockey-Pokal
  - Winnaar: 2010
- 2. Bundesliga
  - Winnaar: 2010
  - Runner-up: 2009
- Bayernliga
  - Winnaar: 2003
- Bezirksliga
  - Winnaar: 1999
- Landesliga
  - Runner-up: 2000
- Oberliga
  - Runner-up: 2005

### Europees
- Champions Hockey League
  - Runner-up: 2018–19

## Selectie
Bijgewerkt tot 16 februari 2023
| No. | Nat                       | Speler               | Pos | S/G | Leeftijd | Geboorteplaats                                  |
| --- | ------------------------- | -------------------- | --- | --- | -------- | ----------------------------------------------- |
| 16  | Vlag van Duitsland        | Konrad Abeltshauser  | D   | L   | 30       | Bad Tölz, Duitsland                             |
| 32  | Vlag van Duitsland        | Nicolas Appendino    | D   | L   | 24       | Kempten, Duitsland                              |
| 33  | Vlag van Duitsland        | Danny aus den Birken | G   | L   | 38       | Düsseldorf, Duitsland                           |
| 24  | Vlag van Verenigde Staten | Jonathon Blum        | D   | R   | 34       | Long Beach, California, Verenigde Staten        |
| 6   | Vlag van Canada           | Daryl Boyle (A)      | D   | R   | 36       | Sparwood, British Columbia, Canada              |
| 61  | Vlag van Duitsland        | Sebastian Cimmerman  | F   | L   | 20       | Wickede, Duitsland                              |
| 70  | Vlag van Duitsland        | Maximilian Daubner   | D   | L   | 25       | Deggendorf, Duitsland                           |
| 82  | Vlag van Canada           | Chris DeSousa        | C   | L   | 32       | Mississauga, Ontario, Canada                    |
| 20  | Vlag van Duitsland        | Andreas Eder         | RW  | R   | 27       | Tegernsee, Duitsland                            |
| 42  | Vlag van Duitsland        | Yasin Ehliz          | LW  | L   | 30       | Bad Tölz, Duitsland                             |
| 52  | Vlag van Duitsland        | Patrick Hager (C)    | C   | L   | 34       | Stuttgart, Duitsland                            |
| 57  | Vlag van Zweden           | Emil Johansson       | D   | L   | 27       | Växjö, Zweden                                   |
| 93  | Vlag van Duitsland        | Maximilian Kastner   | F   | L   | 30       | Garmisch-Partenkirchen, Duitsland               |
| 88  | Vlag van Duitsland        | Julian Lutz          | LW  | L   | 19       | Weingarten, Duitsland                           |
| 58  | Vlag van Verenigde Staten | Ryan McKiernan       | D   | R   | 33       | White Plains, New York, Verenigde Staten        |
| 35  | Vlag van Duitsland        | Mathias Niederberger | G   | L   | 30       | Düsseldorf, Duitsland                           |
| 8   | Vlag van Verenigde Staten | Austin Ortega        | RW  | R   | 29       | Escondido, California, Verenigde Staten         |
| 27  | Vlag van Duitsland        | Veit Oswald          | F   | L   | 18       | Landshut, Duitsland                             |
| 84  | Vlag van Canada           | Trevor Parkes        | RW  | R   | 32       | Fort Erie, Ontario, Canada                      |
| 44  | Vlag van Verenigde Staten | Zach Redmond         | D   | R   | 34       | Traverse City, Michigan, Verenigde Staten       |
| 18  | Vlag van Duitsland        | Justin Schütz        | LW  | L   | 22       | Kassel, Duitsland                               |
| 36  | Vlag van Duitsland        | Yannic Seidenberg    | LW  | L   | 39       | Villingen-Schwenningen, Duitsland               |
| 12  | Vlag van Verenigde Staten | Ben Smith (A)        | RW  | R   | 34       | Winston-Salem, North Carolina, Verenigde Staten |
| 9   | Vlag van Canada           | Ben Street           | C   | L   | 36       | Coquitlam, British Columbia, Canada             |
| 37  | Vlag van Polen            | Maksymilian Szuber   | D   | L   | 20       | Opole, Polen                                    |
| 11  | Vlag van Duitsland        | Frederik Tiffels     | LW  | L   | 27       | Keulen, Duitsland                               |
| 91  | Vlag van Duitsland        | Filip Varejcka       | F   | L   | 22       | München, Duitsland                              |